# Serge Dassault
Serge Dassault, född 4 april 1925 i Paris, död 28 maj 2018 i Paris, var en fransk arvtagare, affärsman och politiker. Han var ordförande och VD för Dassault Group och konservativ politiker. Enligt Forbes uppskattades Dassaults nettoförmögenhet 2016 till 15 miljarder dollar.
Serge Dassault var utbildad vid École polytechnique, SUPAERO och HEC Paris. Han tjänstgjorde i den franska senaten för Essonne från 2004 till 2017 som konservativ oberoende.
Dassault dog vid 93 års ålder den 28 maj 2018 i Paris av en hjärtattack.